# 三方原駅
三方原駅（みかたばらえき）は、静岡県浜松市三方原町（開業時は旧・浜名郡三方原村大原、現・浜松市中央区三方原町）にあった遠州鉄道奥山線の駅（廃駅）である。奥山線の廃線に伴い1964年（昭和39年）11月1日に廃駅となった。

## 歴史
- 1914年（大正3年）11月30日：浜松軽便鉄道元城駅 - 金指駅間開通に伴い開業[1][2][3]。
- 1915年（大正4年）4月24日：鉄道会社名を浜松鉄道に改称。それに伴い同鉄道の駅となる[1][3]。
- 1947年（昭和22年）5月1日：浜松鉄道が遠州鉄道と合併。それに伴い遠州鉄道奥山線の駅となる[1][3]。
- 時期不詳：交換設備撤去、無人化[4]。
- 1964年（昭和39年）11月1日：奥山線の廃線に伴い廃止となる[1][2][3]。

## 駅構造
廃止時点で、単式ホーム1面1線を有する地上駅であった。転轍機を持たない棒線駅となっていた。かつては相対式ホーム2面2線を有する列車交換可能な交換駅であった。交換設備運用廃止後は線路は撤去されたが、対向側ホームは残存していた。
無人駅となっていたが、有人駅時代の駅舎が残っていた。駅舎はホーム中央部分に接していた。

## 駅周辺
戦前は和地村（現・浜松市中央区和地町）や都田村（現・浜松市浜名区都田町）の住民も当駅を利用したが、豊岡駅の開業後は当駅の利用客の一部が同駅に流れて乗客を取られ、当駅の設備が縮小されたという。
- 国道257号[6]（金指街道）
- 静岡県警察細江警察署三方原北交番

## 駅跡
廃駅後はプラットホーム跡が残っていたが、谷島屋書店三方原店が開店する際に駐車場にするため更地になった。1997年（平成9年）時点では、銭取駅跡附近から都田口駅跡附近まで、当駅跡附近を含む線路跡は拡幅され、自動車も通れる大きな市道に転用され、痕跡はなくなっていた。2007年（平成19年）8月時点、2010年（平成22年）時点でも同様であった。曳馬野駅跡から都田口駅跡附近までは、三方原台地を一直線に貫いていた。

## 隣の駅
遠州鉄道
奥山線
曳馬野駅 - 三方原駅 - 豊岡駅